# Храбро се броји!
Алекса и Дритан – Храбро се броји! је црногорска политичка коалиција између Демократске Црне Горе и Уједињене реформске акције, основана 17. маја 2023. године.

## Парламентарни избори 2023.

### Резултати
| Избори | # гласова | % од важећих | # посланика | Влада | Лидер           |
| ------ | --------- | ------------ | ----------- | ----- | --------------- |
| 2023   | 37.770    | 12,50%       | 11 / 81     | TBD   | мр Алекса Бечић |

### Посланици
| Чланица | Чланица                    | Идеологија                              | Позиција    | Лидер           | Број мандата |
| ------- | -------------------------- | --------------------------------------- | ----------- | --------------- | ------------ |
|         | Демократе                  | Конзервативни либерализам Проевропеизам | Центар      | Алекса Бечић    | 7 / 81       |
|         | Уједињена реформска акција | Зелена политика антикорупција           | Леви центар | Дритан Абазовић | 4 / 81       |